# Petru Rareș (Bistrița-Năsăud)
Petru Rareș è un comune della Romania di 3710 abitanti, ubicato nel distretto di Bistrița-Năsăud, nella regione storica della Transilvania.
Il comune è formato dall'unione di 2 villaggi: Bața e Reteag.
Il comune trae il proprio nome dal voivoda Petru IV Rareș, figlio naturale di Ștefan cel Mare, che regnò sul  Principato di Moldavia del XVI secolo.